# Juan Carlos Gorrías
Juan Carlos Gorrías (Lomas de Zamora, 15 de agosto de 1924 – 19 de junio de 2007) fue un guitarrista y compositor argentino de tango reconocido a nivel mundial.

## Trayectoria artística
Guitarrista y virtuoso arreglador argentino de reconocimiento internacional. Nació en Lomas de Zamora, Buenos Aires (Argentina) el 15 de agosto de 1924 y se dedicó especialmente al género Tango. Siendo reconocido como uno de los guitarristas más importantes e influyentes del siglo XX y requerido por las grandes figuras del tango argentino. Además de ser uno de los que más ha actuado en radio, televisión y películas, acompañando como primera guitarra y director a figuras populares como Julio Sosa, Roberto Goyeneche, Edmundo Rivero, Jorge Vidal, Nelly Omar, Hugo del Carril, Jorge Valdez, Agustín Magaldi, Roberto Rufino, Alberto Morán, Hugo Marcel, entre tantos otros Fue miembro fundador del destacado trío de guitarras "Gorrias, Grela, Laine" quienes han acompañado junto con Héctor Arbelo a las grandes figuras del momento. Las interpretaciones de Juan Carlos Gorrias actualmente se continúan vendiendo en absolutamente todo el mundo, incluso en países orientales como Japón, China o Corea. Su acompañamiento de las grandes figuras en presentaciones en vivo y en grabaciones de estudio eran de las más prestigiosas y requeridas de la época, siendo considerado por los entendidos en la materia como uno de los grandes guitarristas de la historia del tango. Además durante mucho tiempo fue músico estable de las radios "Del Pueblo", "Belgrano" y "Argentina", emisoras radiales líderes de la época por donde actuaban los consagrados desde el mismo Carlos Gardel en adelante. Falleció en Buenos Aires el 19 de junio de 2007 a los 82 años de edad.

## Galería

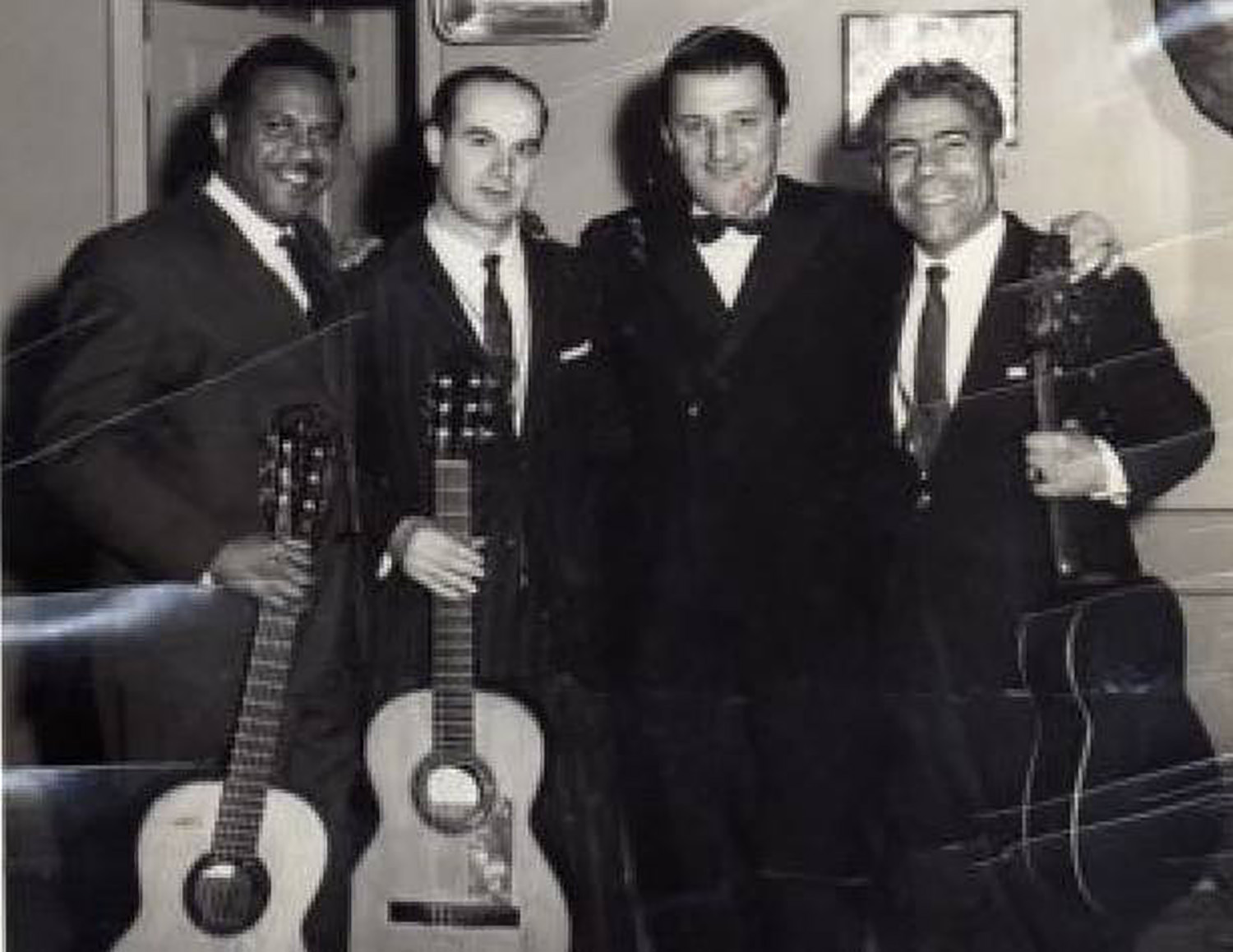
Acompañando a Julio Sosa.
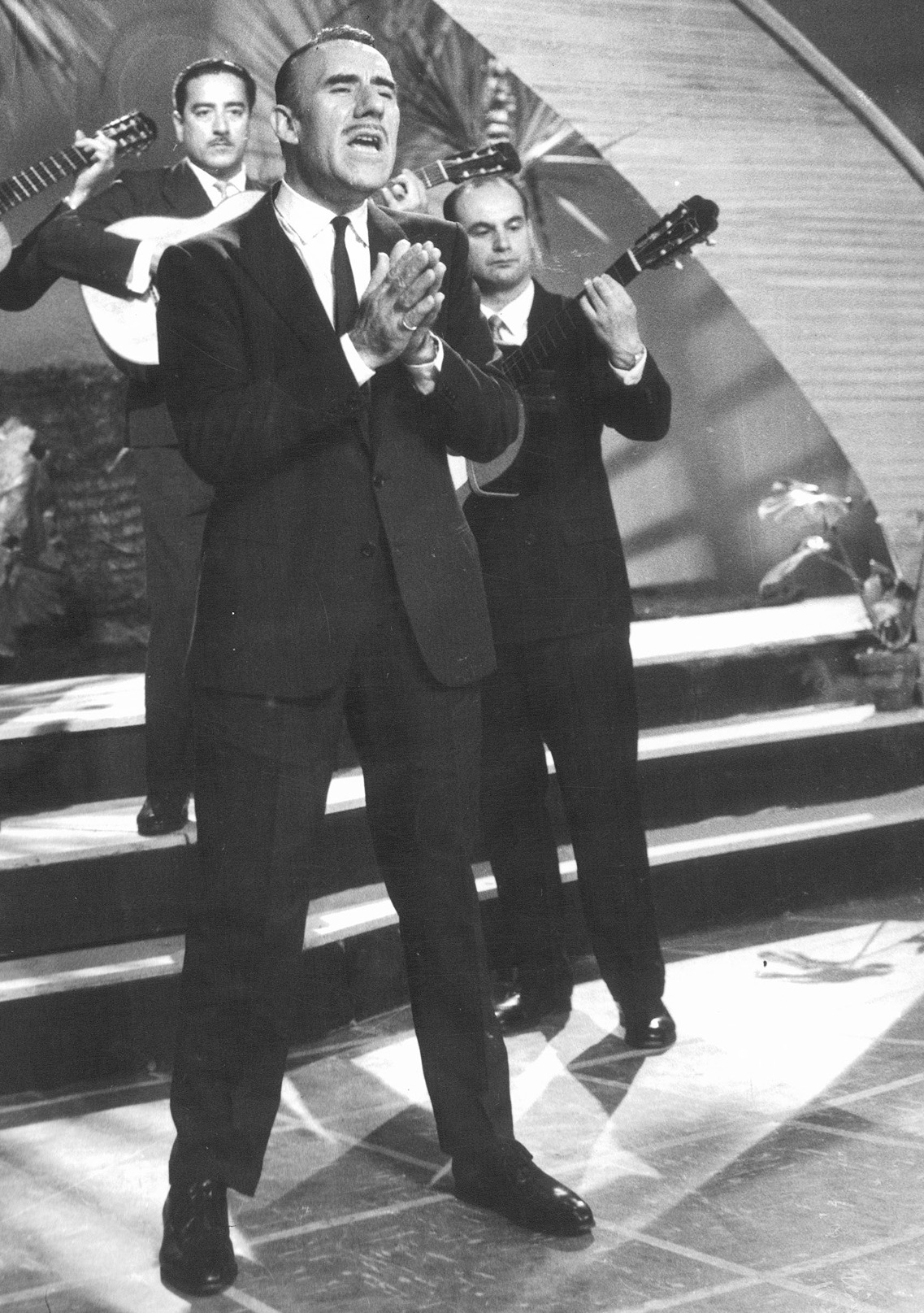
Acompañando a Edmundo Rivero
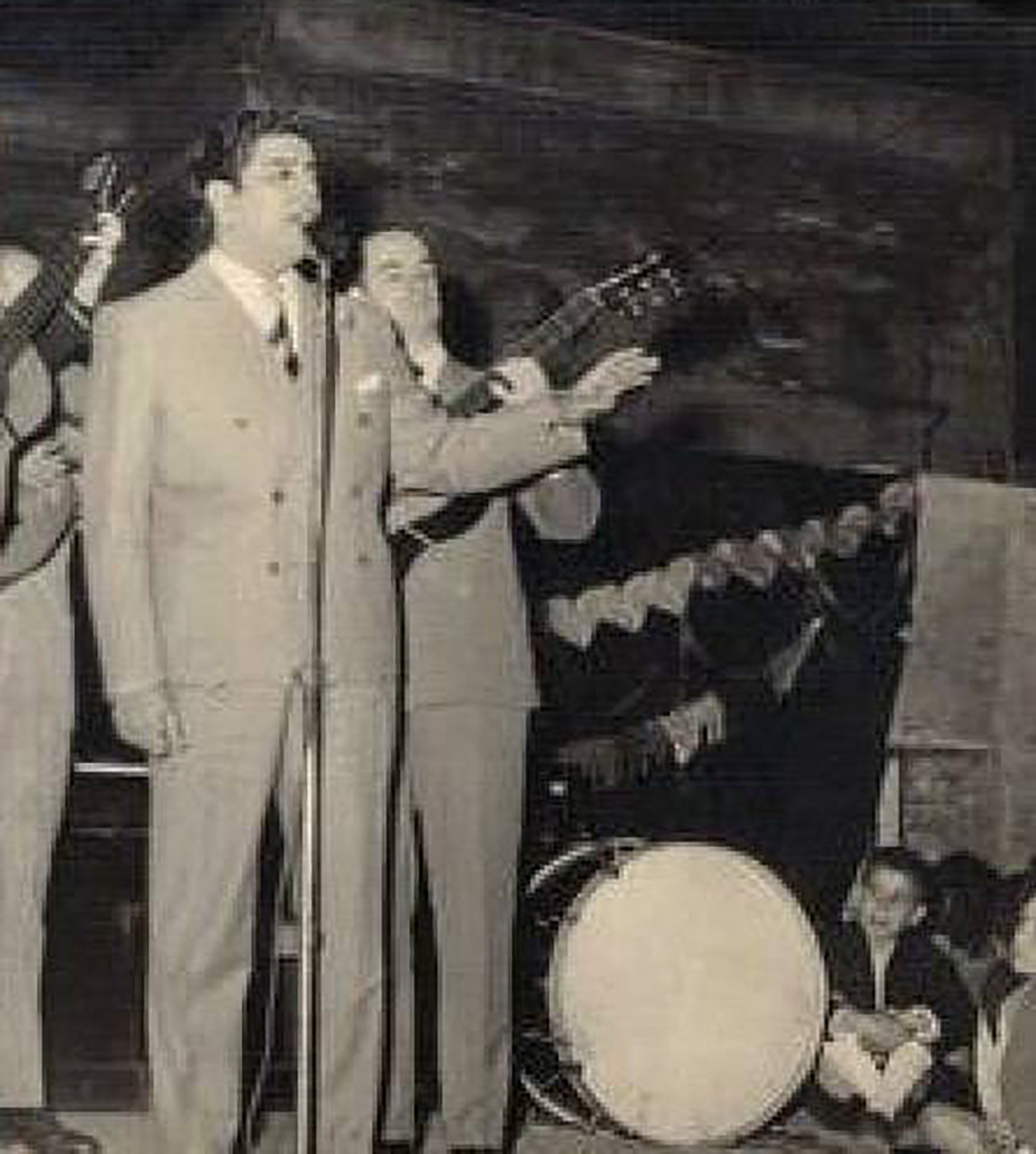
Acompañando a Argentino Ledesma.
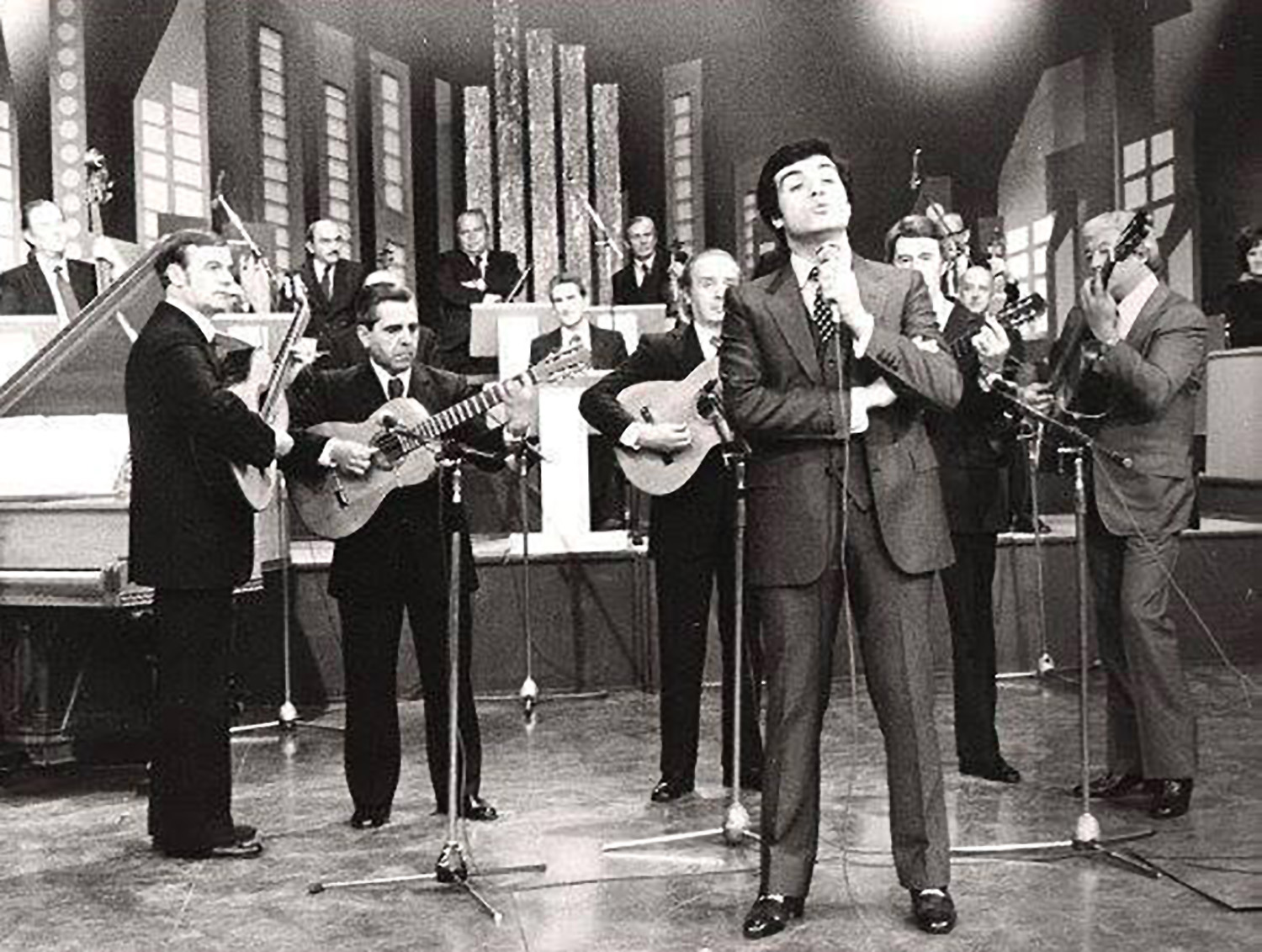
Acompañando a Rubén Juárez.
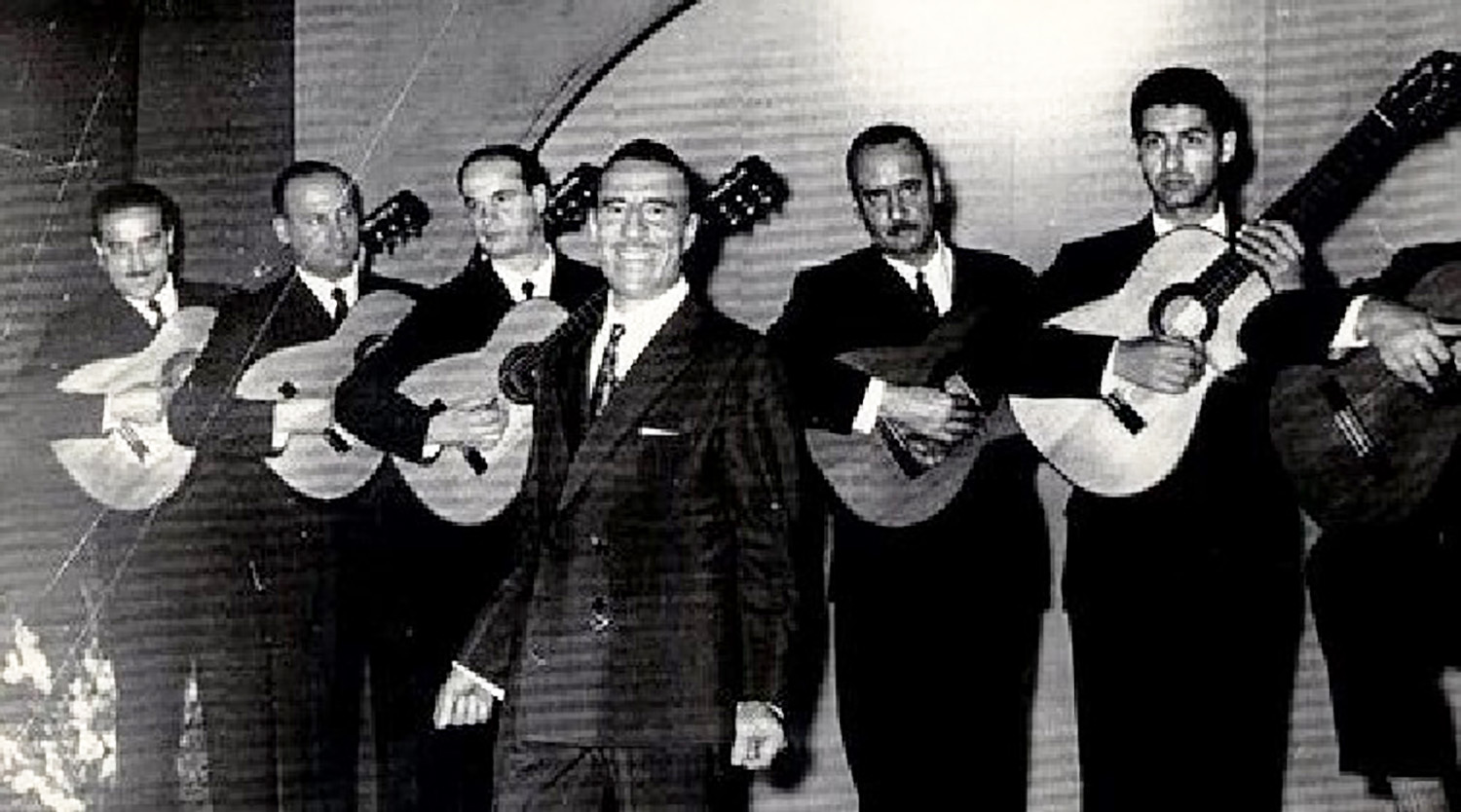
Acompañando a Edmundo Rivero.
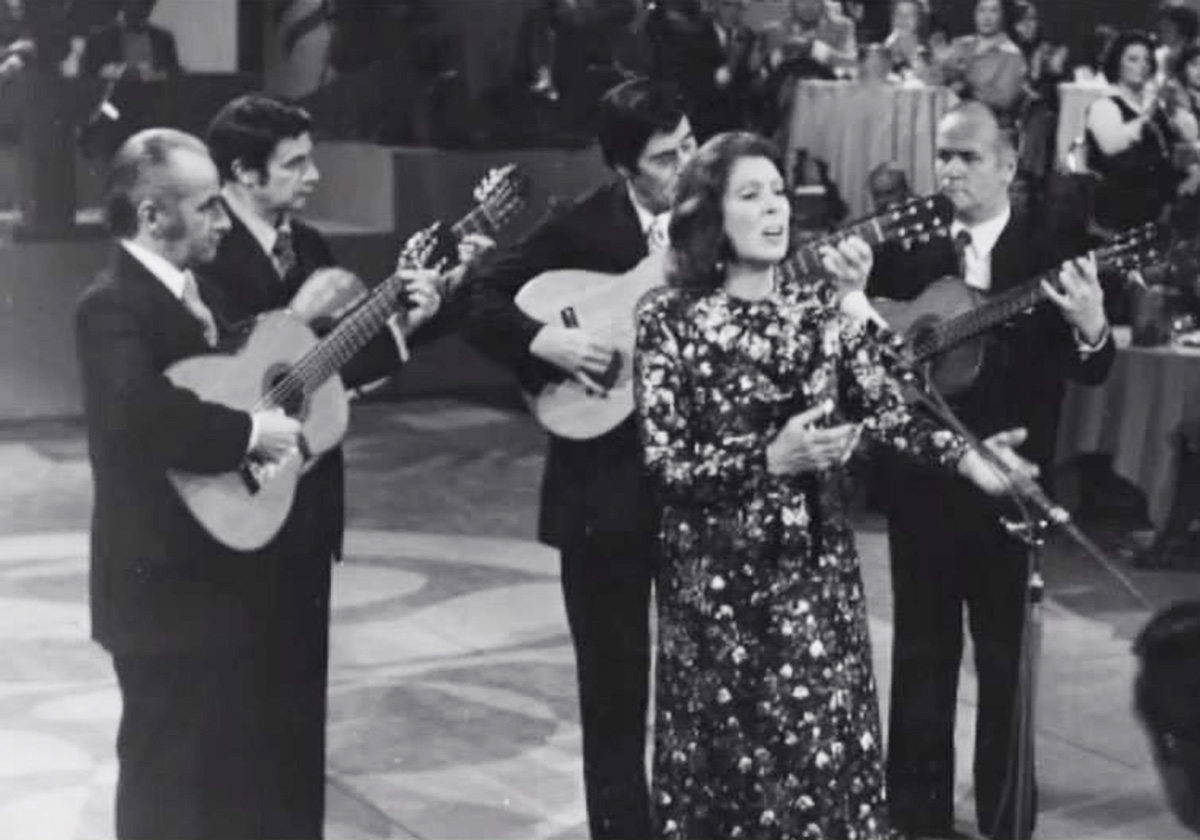
Acompañando a Nelly Omar.
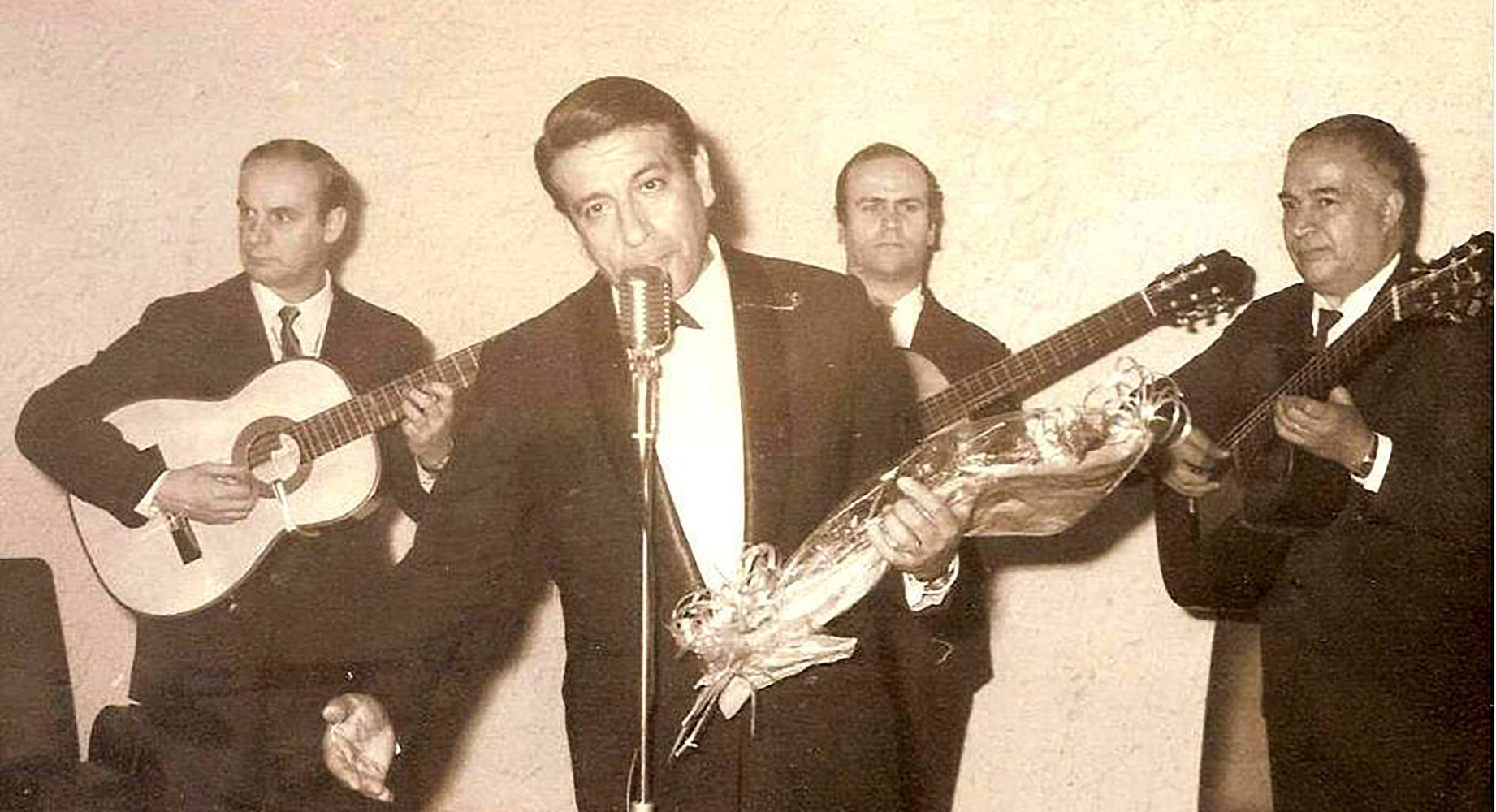
Acompañando a Jorge Vidal.
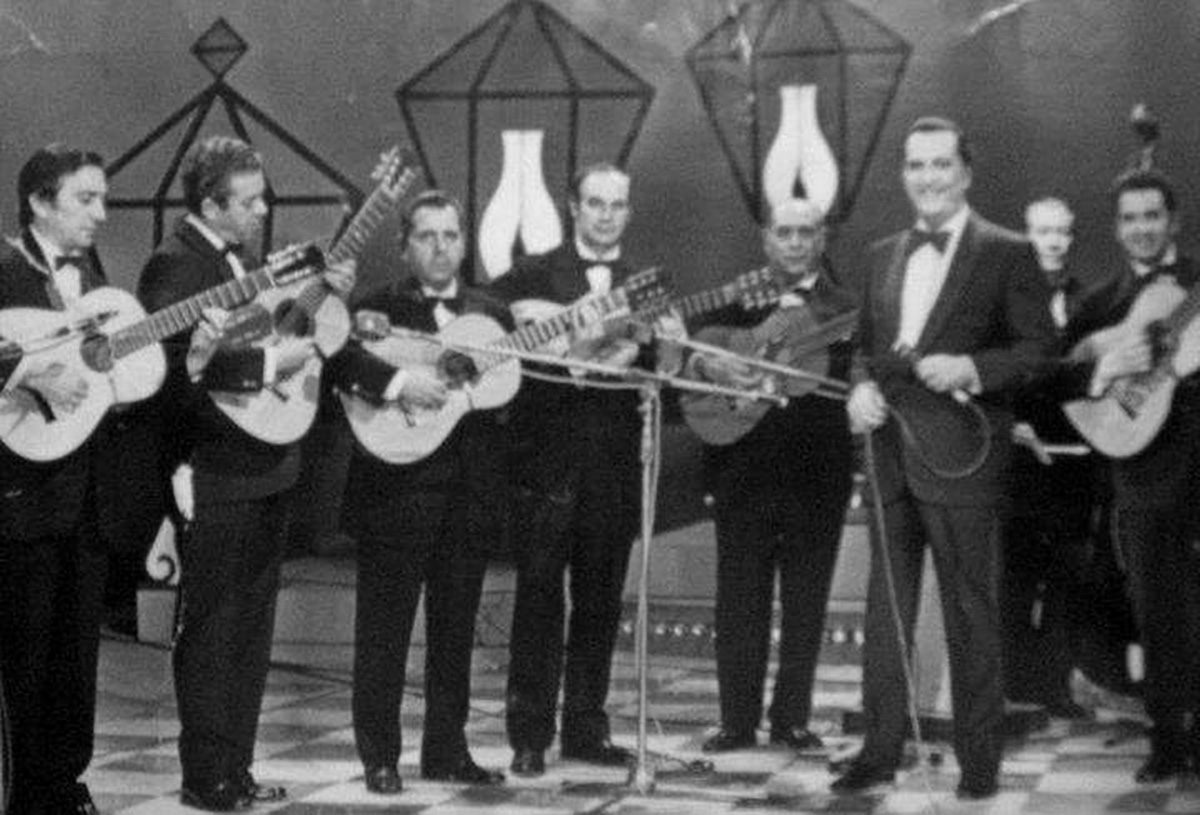
Acompañando a  Hugo del Carril.
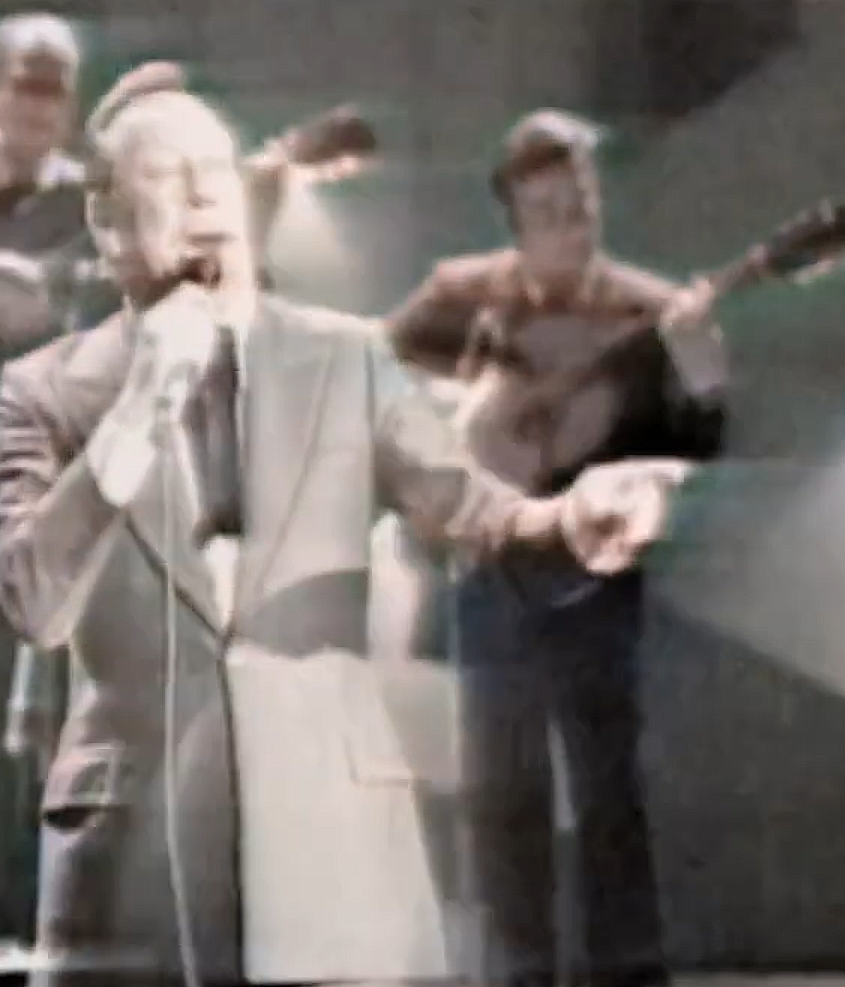
Acompañando a Roberto Goyeneche (imagen extraída de video)